# Marco Villa
Marco Villa (Abbiategrasso, 8 februari 1969) is een voormalig Italiaans baanwielrenner.

## Biografie
Villa was een professioneel wielrenner vanaf 1993, die zich specialiseerde in de zesdaagsen en hierin tot de beteren van zijn generatie behoorde. 
Hij heeft in totaal 141 zesdaagsen verreden, waarvan hij er 24 als winnaar heeft afgesloten. Hiermee neemt Villa een gedeelde 20e plaats in op de lijst van meeste overwinningen. Van deze overwinningen heeft hij veruit de meeste behaald met zijn landgenoot Silvio Martinello, namelijk 16.  Met dit aantal neemt dit koppel de 6 plaats in op de ranglijst aller tijden van koppels met de meeste overwinningen in zesdaagsen. 
Samen met dezelfde Silvio Martinello behaalde hij eveneens de wereldtitel koppelkoers in de jaren 1994 en 1995.
Oktober 2008 werd bekend dat Villa hartproblemen had en vanwege deze een punt achter zijn carrière als renner moest zetten.
In de jaren nadien was Villa actief binnen de Italiaanse nationale baanselectie.

## Palmares

### Baanwielrennen
| Jaar     | BK                                | EK         | WK                   | OS         | WB                                                                                 | Overig              |
| Amateurs | Amateurs                          | Amateurs   | Amateurs             | Amateurs   | Amateurs                                                                           | Amateurs            |
| -------- | --------------------------------- | ---------- | -------------------- | ---------- | ---------------------------------------------------------------------------------- | ------------------- |
| 1989     |                                   |            | ploegenachtervolging |            |                                                                                    |                     |
| Elite    |                                   |            |                      |            |                                                                                    |                     |
| 1989     | ploegenachtervolging              |            |                      |            |                                                                                    |                     |
| 1990     |                                   |            |                      |            |                                                                                    |                     |
| 1991     | ploegenachtervolging              |            |                      |            |                                                                                    | Athene: puntenkoers |
| 1992     |                                   |            |                      |            |                                                                                    |                     |
| 1993     |                                   |            |                      |            |                                                                                    |                     |
| 1994     |                                   |            |                      |            |                                                                                    |                     |
| 1995     | ploegkoers · puntenkoers          | ploegkoers | ploegkoers           |            | Manchester: · ploegkoers                                                           |                     |
| 1996     | puntenkoers                       |            | ploegkoers           |            | Cottbus: · puntenkoers                                                             |                     |
| 1997     | ploegkoers                        |            | ploegkoers           |            | Fiorenzuola: · ploegkoers · Quartu Sant'Elena: · ploegkoers · Athene: · ploegkoers |                     |
| 1998     | ploegkoers                        |            |                      |            | Hyères: · ploegkoers                                                               |                     |
| 1999     | ploegkoers · puntenkoers          |            |                      |            | Fiorenzuola: · ploegkoers · ploegenachtervolging                                   |                     |
| 2000     | ploegkoers                        | ploegkoers |                      | ploegkoers | Mexico: · ploegkoers · Turijn: · ploegkoers                                        |                     |
| 2001     |                                   | ploegkoers |                      |            |                                                                                    |                     |
| 2002     | ploegkoers · ploegenachtervolging |            |                      |            |                                                                                    |                     |
| 2003     | ploegkoers                        |            |                      |            |                                                                                    |                     |
| 2004     |                                   |            |                      |            |                                                                                    |                     |
| 2005     |                                   |            |                      |            |                                                                                    |                     |
| 2006     |                                   |            |                      |            | Sydney: · ploegkoers                                                               |                     |
| 2007     | derny                             |            |                      |            |                                                                                    |                     |

#### Zesdaagsen
| Nr. | Jaar | Zesdaagse van | Samen met         |
| --- | ---- | ------------- | ----------------- |
| 1   | 1995 | Grenoble      | Silvio Martinello |
| 2   | 1996 | Bremen        | Silvio Martinello |
| 3   | 1996 | Milaan        | Silvio Martinello |
| 4   | 1996 | Bassano       | Silvio Martinello |
| 5   | 1996 | Bordeaux      | Silvio Martinello |
| 6   | 1997 | Milaan        | Silvio Martinello |
| 7   | 1997 | Medelin       | Silvio Martinello |
| 8   | 1997 | Bordeaux      | Silvio Martinello |
| 9   | 1997 | Zürich        | Silvio Martinello |
| 10  | 1998 | Berlijn       | Silvio Martinello |
| 11  | 1998 | Kopenhagen    | Silvio Martinello |
| 12  | 1998 | Bassano       | Adriano Baffi     |
| 13  | 1998 | Gent          | Silvio Martinello |
| 14  | 1999 | Milaan        | Silvio Martinello |
| 15  | 2000 | Berlijn       | Silvio Martinello |
| 16  | 2001 | Stuttgart     | Silvio Martinello |
| 17  | 2001 | Turijn        | Ivan Quaranta     |
| 18  | 2001 | Fiorenzuola   | Ivan Quaranta     |
| 19  | 2002 | Turijn        | Ivan Quaranta     |
| 20  | 2002 | Amsterdam     | Silvio Martinello |
| 21  | 2002 | Grenoble      | Adriano Baffi     |
| 22  | 2004 | Turijn        | Ivan Quaranta     |
| 23  | 2005 | Turijn        | Sebastian Donadio |
| 24  | 2006 | Fiorenzuola   | Franco Marvulli   |

| Aantal | Samen met                             |
| ------ | ------------------------------------- |
| 16     | - Silvio Martinello                   |
| 4      | - Ivan Quaranta                       |
| 2      | - Adriano Baffi                       |
| 1      | - Sebastian Donadio - Franco Marvulli |

| Jaar | Ronde van Italië | Ronde van Frankrijk | Ronde van Spanje |
| ---- | ---------------- | ------------------- | ---------------- |
| 1995 | 118e             |                     |                  |
| 1996 |                  |                     |                  |
| 1997 |                  |                     |                  |
| 2001 | 133e             |                     |                  |

| Jaar | Milaan-San Remo |
| ---- | --------------- |
| 1995 |                 |
| 1996 |                 |
| 1997 | 138e            |
| 2001 |                 |

| Jaar | Ronde van Italië | Ronde van Frankrijk | Ronde van Spanje |
| ---- | ---------------- | ------------------- | ---------------- |
| 1995 | 118e             |                     |                  |
| 1996 |                  |                     |                  |
| 1997 |                  |                     |                  |
| 2001 | 133e             |                     |                  |

| Jaar | Milaan-San Remo |
| ---- | --------------- |
| 1995 |                 |
| 1996 |                 |
| 1997 | 138e            |
| 2001 |                 |